# 加州靡情
《加州靡情》（英語：Californication）是一部美国电视剧，2007年8月13日在Showtime频道播出。此片獲得了第65届金球奖最佳音樂或喜劇類影集及最佳音樂或喜劇類影集男主角。

## 演员和角色

### 主要角色
- 大衛·杜考夫尼 饰 Henry James "Hank" Moody
- 娜塔莎·麥克艾霍恩 饰 Karen van der Beek
- Evan Handler 饰 Charlie Runkle
- 帕梅拉·阿德龙 饰 Marcy Runkle